# 藤澤健至
藤澤 健至（ふじさわ けんじ、7月18日 - ）は、群馬県出身のギタリスト、作曲家、編曲家、スタジオ・ミュージシャン。ミューズ音楽院卒。

## 概要
ギターを飯塚昌明、作曲を高梨康治に師事し、ヘヴィメタルやハードロックの分野を得意とする。高梨康治が中心となっている音楽制作集団Team-MAXやロックグループ刃-yaiba-のメンバーでもあり、高梨のほぼ全ての作品でギターの演奏を務めている。

### 活動
鈴村健一、森久保祥太郎のライブ、おれパラなどのサポートやHOT ROD KIXXS'、刃-yaiba-等のギタリストとして知られる。その他、スタジオ・ミュージシャンとして劇伴やアーティストのレコーディングに携わり、マンドリン、ブズーキの演奏やハードロック以外のジャンルもこなすなど高い演奏能力を持つ。また、作・編曲家としても活動しており、映像作品の劇伴、ゲーム音楽やアーティストへの楽曲提供も多数手掛けている。

## 音楽担当作品

### アニメ
- NARUTO
  - NARUTO -ナルト- 疾風伝（2007年 - 2017年）※高梨康治&刃-yaiba-名義
  - BORUTO-ボルト- -NARUTO NEXT GENERATIONS-（2017年 - ）※高梨康治＆刃-yaiba-名義
- ヒャッコ（2008年）※つんく、高梨康治、水谷広実と共同
- 地獄少女 三鼎（2008年 - 2009年）※高梨康治、水谷広実と共同
- こんにちは アン 〜Before Green Gables（2009年）※高梨康治、水谷広実と共同
- べるぜバブ（2011年 - 2012年）※高梨康治と共同
- OVA WILD ADAPTER
  - 禅－ZEN－（2014年）
  - 航－KOU－（2015年）
- ニンジャスレイヤー フロムアニメイシヨン（2015年）
- バキ
  - OAD バキ 最凶死刑囚編（2016年）
  - バキ（第1期）（2018年）
  - バキ（第2期）（2020年）
  - 範馬刃牙（2021年）
  - 範馬刃牙（第2期）（2023年）
- ナンバカ（2016年）
- タイガーマスクW（2016年 - 2017年）※高梨康治＆刃-yaiba-名義
- ゲゲゲの鬼太郎 (第6期)（2018年 - 2020年）※高梨康治＆刃-yaiba-名義
- 回復術士のやり直し（2021年）※鈴木暁也、Johannes Nilssonと共同
- 神統記（テオゴニア）（2025年）

### 舞台
- 遙かなる時空の中で
  - ネオロマンス・ステージ 遙かなる時空の中で 舞一夜（2008年）※高梨康治と共同
  - ネオロマンス・ステージ 遙かなる時空の中で 朧草紙（2009年）※高梨康治と共同
  - 遙かなる時空の中で2（2011年）
  - 遙かなる時空の中で5（2014年）
  - 遙かなる時空の中で6（2015年）
  - 遙かなる時空の中で5 風花記（2016年）
  - 遙かなる時空の中で6 幻燈ロンド（2017年）※片山修志と共同
- Z団
  - BARAGA鬼ki（2009年）
  - リバースヒストリカ（2010年）
  - 半おに戦奇譚-AMAGI-改（2011年）
- ヘロQ
  - カラクリ雪之JOE変化（2009年）※水谷広実と共同
  - ウマいよ!地球防衛ランチ〜残さず食べてね〜（2009年）※水谷広実と共同
  - 悪魔が来りて笛を吹く（2011年）※水谷広実と共同
  - 獄門島（2012年）※水谷広実と共同
  - リザードマン〜Bitter Pain Dolls〜（2013年）※水谷広実と共同
  - トンボイ!!（2014年）※水谷広実と共同
  - DARK CROWS トキノソラ（2014年）※水谷広実と共同
  - 怪盗不思議紳士 twice（2015年）※水谷広実と共同
  - 無限の住人（2016年）※水谷広実と共同
- 舞台 下天の華（2015年）

### ゲーム
- 餓狼伝
  - 餓狼伝 Breakblow（2005年）※高梨康治と共同
  - 餓狼伝 Breakblow Fist or Twist（2007年）※高梨康治と共同
- 勇者30（2009年）※複数の作曲家と共同
- ドラゴンボール 天下一大冒険（2009年）※複数の作曲家と共同
- 鬼武者Soul（2012年）※高梨康治、水谷広実、茂戸藤浩司と共同
- イザナギオンライン（2013年）※片山修志と共同
- 全国ヒーロースラッシュバトル（2013年）※複数の作曲家と共同
- ぷちっとくろにくる（2013年）※複数の作曲家と共同
- ジェイスターズ ビクトリーバーサス（2014年）※高梨康治、水谷広実、片山修志、加藤賢二と共同

### 映画
- 劇場版 NARUTO -ナルト- そよかぜ伝 ナルトと魔神と3つのお願いだってばよ!!（2010年）※刃-yaiba-名義（水谷広実と共同）
- 炎の中忍試験!ナルトVS木ノ葉丸!!（2011年）※刃-yaiba-名義（水谷広実と共同）
- ROAD TO NINJA -NARUTO THE MOVIE-（2012年）※高梨康治＆刃-yaiba-名義
- THE LAST -NARUTO THE MOVIE-（2014年）※高梨康治＆刃-yaiba-名義

### ドラマCD
- 超ビジュアル系CD ヤマトナデシコ七変化♡〜アニメヨリ ヤッチマウヨー!〜（2007年）
- 共鳴せよ!私立轟高校図書委員会（2009年）
- カーニヴァル
  - 飛べない翼 / 人魚の瓶（2009年）
  - 輪－サーカス－（2010年）
  - リノル（2010年）
  - ヴィント（2011年）
  - ヴァントナーム（2011年）
  - 煙の館（2012年）
  - クロノメイ（2012年）
  - それぞれの時（2013年）
- ニンジャスレイヤー
  - べイン・オブ・サーペント（2013年）
  - ラストガール・スタンディング / メナス・オブ・ダークニンジャ（2013年）
  - シー・ノー・イーヴル・ニンジャ / デス・フロム・アバヴ・セキバハラ（2013年）
  - スワン・ソング・サング・バイ・ア・フェイデッド・クロウ（2014年）

## 楽曲提供

### 作曲
- 2005年
  - 「幻星神ジャスティライザー」ライザーグレンのテーマ
    - 『ジャスティパワー～正義の剣～』

  - TVアニメ「アイシールド21」キャラクターソング
    - 『Chain of power』・『MIDNIGHT SUNSHINE』
    - SONG FIELD1 『GO!』
- 2006年
  - AKB48 『LOVE CHASE』
- 2010年
  - TVアニメ「FAIRY TAIL」キャラクターソングコレクション Vol.1
  - ナツ&グレイ 『Frozen Soul』
- 2011年
  - 犬飼一（CV:コゲ犬）『聖痕-stigma-』
    - Smiley*2G聖smiley学園~Ver.文系~ Vol.1 Track.04

  - ナツ（CV:柿原徹也）『Eternal Fellows』
    - FAIRY TAILキャラクターソングアルバム「Eternal Fellows」Track.01

  - 舞台『遙かなる時空の中で 2』 BGM
  - 響&奏（CV:小清水亜美&折笠富美子）『希望はつづく』
    - 「スイートプリキュア♪ボーカルアルバム(1)とどけ！愛と希望のシンフォニー」 Track.05

  - キュアメロディ（CV:小清水亜美）『Girls never give up life』
    - 「スイートプリキュア♪ボーカルアルバム(2)～こころをひとつに～」 Track.02
- 2012年
  - ナツ（CV:柿原徹也）『キズナだろー!』
    - PSP FAIRY TAIL 主題歌

  - バッドエンド王国三幹部【ウルフルン（CV：志村知幸）,アカオーニ（CV:岩崎ひろし）,マジョリーナ（CV:冨永みーな）】『BAD END～未来を黒く塗れ～』
    - スマイルプリキュア!ボーカルアルバム2～みんな笑顔になぁれ!～

  - 橋本みゆき『Crimson reve』
    - RE:LOADED CARMINE オープニングテーマ
- 2013年
  - LOPIT『記憶、記録』
    - ジョイポリスオリジナルキャラクターLOPITデビュー曲

  - キャンディ（CV:大谷育江）『スマイルクル!クル!』
    - スマイルプリキュア!ボーカルベスト キャラクターソング

  - 葉山達也『毎日スパイラル』
  - 吉野裕行「男たる歌」
    - みなみけ ただいま キャラクターソングアルバム みなみけのみなうた

  - キュアダイヤモンド（CV:寿美菜子）『Clear Eyes』
  - レジーナ（CV:渡辺久美子）『あたしが一番』
    - ドキドキ!プリキュア ボーカルアルバム2 キャラクターソング

  - 黒沢ともよ・吉田仁美『みんなともだち』 
    - 映画プリキュアオールスターズ New Stage2 こころのともだち主題歌
- 2014年
  - PIXY『証×明 -SHOMEI-』
  - Zwei『流星スパイラル』
    - メテオスクールガール主題歌

  - 『イミテーションWORLD』
    - 『ハピネスチャージプリキュア!ボーカルアルバム1～Hello!ハピネスフレンズ!～』

  - ドリキャス（CV:M・A・O）,サターン（CV:高橋未奈美）,メガドラ（CV:井澤詩織）,マーくん（CV:田中真奈美）,テムテム（CV:髙山ゆうこ）,めもりん（CV:上坂すみれ）『Blooming!!』
  - Hi☆sCool!セハガール EDテーマC/W曲
- 2015年
  - 闘神祭2015 全国格ゲ段位争奪戦 テーマソング
- 2017年
  - トキメキ感謝祭『陽の当たる場所』
    - アクションヒロイン チアフルーツ EDテーマ
- 2018年
  - 邪神エリス（CV:M・A・O）『争い死にゆく者たちに祝福を』
    - 聖闘士星矢 セインティア翔 キャラクターソング
- 2019年
  - Ray[4]『The Animal Fighter』
    - ケンガンアシュラ 十鬼蛇王馬テーマ曲

  - 『電撃雷轟』
    - ケンガンアシュラ 鬼王山尊テーマ曲（刃-yaiba-名義）
- 2021年
  - Venomous 8『R.I.P.』 / THE LAST METAL（ラストメタル）

### 編曲
- 2006年
  - TVアニメ アイシールド21 キャラクターソング 『Thanks.』
    - Album CD「アイシールド21 SONG BEST」

  - 朴璐美 『心の窓』
    - Album CD「ぼくとキミと果てなき空」Track.05
- 2008年
  - 橋本みゆき 『sweet sweet time』
    - TVアニメ「あかね色に染まる坂」OP主題歌「初恋パラシュート」C/W曲
- 2009年
  - エクリップス（TVアニメ｢バスカッシュ!｣アイドルユニット） 『After The Heart Rain』
    - Album CD「アイドル・アタック」 Track.06
- 2010年
  - 奥井雅美 『恋華大乱』
    - TVアニメ「真・恋姫†無双 〜乙女大乱〜」 2ndシーズン OPテーマ

  - 来海えりか（CV:水沢史絵）『スペシャル*カラフル』
    - TV アニメ『ハートキャッチプリキュア!』挿入歌』

  - 曹操 starring前田ゆきえ『天龍昇華』
    - TVアニメ｢真・恋姫†無双｣キャラクターボーカルアルバム｢真・恋姫†無双 歌将大乱｣ Track.04

  - 明堂院いつき/キュアサンシャイン（CV:桑島法子） 『Power of Shine』
    - TVアニメ 『ハートキャッチプリキュア!』 挿入歌
- 2013年
  - Funta「口移しのチョコレート」
    - 『funtaセルフカバーベスト funta-stic!!』

  - 桃ヶ原ぴんく（CV:井ノ上奈々）『My dear friend』
    - 『スマイル☆シューター3rdCDヨロシク☆サンキュ』

  - ルーヒー・ジストーン（CV:國府田マリ子）『時空を超えて』
    - 『這いよれ! ニャル子さんクトゥルーカバーミニアルバム～』

  - 黒沢ともよ・吉田仁美『みんなともだち』 
    - 映画「プリキュアオールスターズ New Stage2 こころのともだち」主題歌
- 2014年
  - Mary's Blood
    - 『Countdown to Evolution』,「Marionette』,「Coronation Day』,「I, Lament』,『*Black★Cat』,「Promised Land』
      - Countdown to Evolution

  - SC-3000（相沢舞）、SG-1000（芹澤優）、SG-1000Ⅱ（大空直美）、ゲームギア（田中美海）、ロボピッチャ（もものはるな）『若い力 -SEGA HARD GIRLS MIX-』
    - 『Hi☆sCool!セハガール』EDテーマ
- 2017年
  - トキメキ感謝祭『情熱☆フルーツ』
    - 『アクションヒロイン チアフルーツ』OPテーマ

## 演奏参加作品（代表作品）

### 映画
- NARUTO
  - 劇場版 NARUTO -ナルト- 疾風伝（2007年）
  - 劇場版 NARUTO -ナルト- 疾風伝 絆（2008年）
  - 劇場版 NARUTO -ナルト- 疾風伝 火の意志を継ぐ者（2009年）
  - 劇場版 NARUTO -ナルト- 疾風伝 ザ・ロストタワー（2010年）
  - 劇場版 NARUTO -ナルト- ブラッド・プリズン（2011年）
  - ROAD TO NINJA -NARUTO THE MOVIE-（2012年）
  - THE LAST -NARUTO THE MOVIE-（2013年）
  - BORUTO -NARUTO THE MOVIE-（2015年）
- プリキュア
  - プリキュアオールスターズシリーズ
    - 映画 プリキュアオールスターズDX みんなともだちっ☆奇跡の全員大集合!（2009年）
    - 映画 プリキュアオールスターズDX2 希望の光☆レインボージュエルを守れ!（2010年）
    - 映画 プリキュアオールスターズNewStage みらいのともだち（2012年）

  - レギュラーシリーズ
    - 映画 フレッシュプリキュア! おもちゃの国は秘密がいっぱい!?（2009年）
    - 映画 ハートキャッチプリキュア! 花の都でファッションショー…ですか!?（2010年）
    - 映画 スイートプリキュア♪ とりもどせ! 心がつなぐ奇跡のメロディ♪（2011年）
- FAIRY TAIL
  - 劇場版 FAIRY TAIL -鳳凰の巫女-（2012年）
  - 劇場版フェアリーテイル-DRAGON CRY-（2017年）
    - 映画 スマイルプリキュア! 絵本の中はみんなチグハグ!（2012年）
- ゲゲゲの鬼太郎 千年呪い歌（2008年）
- 映画ドラゴンボール超 ブロリー（2018年）
- 劇場版 のんのんびより ばけーしょん（2018年）
- 劇場版 幼女戦記（2019年）
- 劇場版 ウルトラマンR/B セレクト 絆のクリスタル（2019年）

### テレビアニメ・OVA
- NARUTO
  - NARUTO -ナルト- 疾風伝（2007年-）
- プリキュア
  - フレッシュプリキュア!（2009年）
  - ハートキャッチプリキュア!（2010年）
  - スイートプリキュア♪（2011年）
  - スマイルプリキュア!（2012年）
- 地獄少女
  - 地獄少女（2005年-2006年）
  - 地獄少女 二籠（2006年-2007年）
- 一騎当千
  - 一騎当千 Dragon Destiny（2007年）
  - 一騎当千 Great Guardians（2008年）
  - 一騎当千 XTREME XECUTOR（2010年）
  - 一騎当千 集鍔闘士血風録（OVA）（2012年）
- 瀬戸の花嫁
  - 瀬戸の花嫁（2007年）
  - 瀬戸の花嫁OVA（2008年）
- 爆転シュート ベイブレードGレボリューション（2003年）
- GANTZ（2004年）
- それいけ!ズッコケ三人組（2004年）
- 韋駄天翔（2005年-2006年）
- ぽかぽか森のラスカル（2006年）
- ヤマトナデシコ七変化♥（2006年-2007年）
- 鳥の歌（2007年）
- 地球へ…（2007年）
- ながされて藍蘭島（2007年）
- イタズラなKiss（2008年）
- 我が家のお稲荷さま。（2008年）
- FAIRY TAIL（2009年-）
- 屍鬼（2010年）
- トリコ（2011年）
- カーニバル・ファンタズム（OVA）（2011年）
- 織田信奈の野望（2012年）
- のんのんびより（2013年）
- ファンタジスタドール（2013年）
- 神さまのいない日曜日（2013年）
- WILD ADAPTER（OVA）（2014年）
- オーバーロード（2015年）
- タイムボカン 逆襲の三悪人（2017年）
- ドラゴンボール超（2017年）
- ゾンビランドサガ（2018年）
- ケンガンアシュラ（2019年）
- 放課後さいころ倶楽部（2019年）

### 特撮
- 超星神グランセイザー（2003年-2004年）
- 幻星神ジャスティライザー（2004年-2005年）
- ウルトラマンR/B（2018年）

### その他
- 日本テレビ系ドラマ 『ドリーム☆アゲイン』（2007年）
- 新総合格闘技イベント『DREAM』 メインテーマ曲（2008年）
- スイートプリキュア♪ 愛のビート ラブギターロッドTV CM（2011年）